# Meioneta albinotata
Meioneta albinotata là một loài nhện trong họ Linyphiidae.
Loài này thuộc chi Meioneta. Meioneta albinotata được Alfred Frank Millidge miêu tả năm 1991.